# 上松義豊
上松 義豊（あげまつ/うえまつ よしとよ）は、安土桃山時代の武士。藤原姓木曾氏庶流上松氏とされる。

## 略歴
信濃国木曽郡の国人・木曾義康の子として誕生した。
これより以前に木曾氏十四代の木曾家賢の弟の家信が上松に居を構えて、上松氏の祖となっており、家督を嗣いだものと考えられる。
『信長公記』によれば、天正10年（1582年）2月、織田信長の甲州征伐において、兄・義昌が武田勝頼を裏切り信長に与した際、義豊は人質として織田氏の家臣・菅屋長頼の許へ送られた｡
義豊はその後、小笠原内蔵助を名乗った。
『木曽旧記録』『木曽考』によれば、義昌の跡を継いだ甥の義利とは折り合いが悪く関係は険悪であったとされ、義昌が信長より拝領した「鈴虫」の轡を義豊が掠め取ったとして、慶長元年(1596年)に義利に殺害された。
慶長5年（1600年）、この一件が徳川家康の勘気を蒙り、家康の関東移封により信濃木曽谷から鞍替えされた下総国海上郡阿知戸1万石を没収され、木曾氏は改易となった。

## 小説
- 伊東潤『木曾谷の証人』（『戦国鬼譚　惨』収録の短編）